# Павол Грушовський
Павол Грушовський (нар. 9 червня 1952) — словацький державний і політичний діяч, голова християнсько-демократичної партії — Християнсько-демократичний рух (2000—2009). Двічі обирався спікером Народної Ради Словацької республіки (з 15 жовтня 2002 року по 7 лютого 2006 року і з 13 жовтня 2011 по 4 квітня 2012).

## Біографія
Народився в Чехословаччині. У 1973—1978 вивчав право в братиславському Університеті Коменського. Отримав ступінь доктора права. Керував юридичним відділом підприємства Jednota SD у Нітрі (1989—1992), потім був головою окружної адміністрації в Нітрі. У 1990 був обраний до складу Федеральних Зборів Чехословаччини.
У 1992 вперше став депутатом Народної Ради Словацької республіки. Переобирався в Народну Раду Словацької республіки на парламентських виборах 1994, 1998, 2002, 2006, 2010 і 2012 років. У 1998—2002 в правоцентристському уряді виконував обов'язки віце-президента Словаччини.
У 2000—2009 — голова партії Християнсько-демократичний рух Словаччини.
Був членом постійної делегації в парламентській Асамблеї Західноєвропейського союзу.
13 жовтня 2011 року вдруге був обраний Головою Національної Ради Словацької Республіки. У квітні 2012 року був переобраний, на посаді спікера Ради народної Словацької Республіки його змінив Павол Пашка.
Депутат парламенту Павло Грушовський в числі 15 інших відомих словацьких політиків і громадських діячів брав участь в прямих всенародних виборах президента Словаччини, які відбулися 15 березня 2014 року. В результаті виборів президентом Словаччини обрано Андрія Кіску.